# Mencari Madonna
Mencari Madonna (la traducció seria Buscant Madonna) és un llargmetratge de l'any 2005 del director indonesi John de Rantau. La pel·lícula es va produir per sensibilitzar el públic sobre el VIH/ sida a la província de Papua, i els protagonistes són Clara Sinta, Samuel Tunya i Minus C. Caroba. Mencari Madonna minimitza les escenes de violència. Evieta Fadjat va escriure a la revista indonèsia Tempo que diverses escenes, incloent aquella on els pares de Yolanda la cremen fins que mor, es podrien haver estès molt més i, en canvi, només se'n mostren alguns flaixos. També comenta que hi ha una gran presència de símbols, com ara les escenes de sexe que es representen de manera metafòrica amb imatges de sostenidors verds. De Rantau va descriure el film com una redacció visual, que va filmar seguint algunes teories del cinema francès.
Mencari Madonna es va estrenar el 2005 i es va presentar al Festival Internacional de Cinema d'Alba (Itàlia) el 2006 amb el títol In cerca di Madonna.
Dennis Harvey, que en va fer la ressenya a la revista Variety quan es va projectar al San Francisco Film Festival el 2006, va escriure que el film incloïa "continguts optimistes i progressistes malgrat tot el melodrama", però que l'argument presentava alguns buits agreujats per la poca qualitat dels subtítols.

## Argument
En una festa a Papua, en Minus (encarnat per l'actor Minus C. Caroba), un adolescent, es prepara per tenir relacions sexuals amb dues bessones. Mentrestant, en algun altre racó de la festa, el seu amic Joseph (Samuel Tunya) i la seva xicota Yolanda fan l'amor. La Yolanda està infectada amb el VIH, però en Joseph no ho sap.
Quan la família de la Yolanda descobreix que té la malaltia, la cremen viva per haver tacat l'honor de la família. En Joseph, ara conscient que està infectat, torna a la seva ciutat natal acompanyat d'en Minus per buscar feina tallant fusta d'agar. Un cop allí, coneixen una prostituta que es diu Madonna (Clara Sinta), a qui el seu proxeneta va enviar a Papua des de Java després que s'infectés amb el VIH. Quan descobreix que en Joseph també està infectat, l'acull a casa, tot rebutjant les insinuacions d'altres llenyataires. Quan en Joseph es mor, la Madonna i en Minus ploren la seva mort cadascú a la seva manera: la Madonna encén una espelma i en Minus mira un vídeo del seu amic.

## Producció
Mencari Madonna va ser patrocinada per la SET Foundation, fundada per Garin Nugroho. Nugroho també va contribuir a la producció. Es va triar John de Rantau per dirigir la pel·lícula; va ser el seu primer llargmetratge, tot i que havia rodat serials televisius locals abans. Segons el director i productor, la pel·lícula va sorgir a partir d'un viatge a Papua que van fer junts a instàncies del governador d'aquella època. A Papua, van descobrir que l'actitud permissiva de la gent d'aquesta àrea envers les relacions sexuals prematrimonials és la causa que sigui la regió amb el nombre més alt de casos de VIH/sida d'Indonèsia. Quan Nugroho va ser incapaç de proporcionar un guió tècnic, de Rantau i els actors locals{ —Clara Sinta va ser l'única actriu professional que hi va participar — van filmar sense. La pel·lícula, amb un pressupost de 400 milions de rupies (uns 34.000 euros), es va acabar de filmar en una setmana. Leo Sutanto, el fundador de la productora indonèsia SinemArt, va donar 300 milions de rupies (més de 4 milions d'euros) al projecte.